# Steemit

Logo-ul oficial Steemit https://steemit.com/

Steemit este un site de blogging și social media bazat pe blockchain, care își recompensează utilizatorii cu criptomoneda STEEM pentru publicarea și curatarea conținutului și este deținut de Steemit Inc., o companie privată cu sediul în New York City și un sediu în Virginia.

## Principiul de funcționare
Steemit este conceput ca o aplicație descentralizată (DApp) construită pe blockchain-ul Steem, folosind criptomoneda omonimă STEEM pentru a recompensa utilizatorii pentru conținutul lor. Votând pentru postări și comentarii, utilizatorii pot decide plata acestor postări. Utilizatorii primesc, de asemenea, așa-numitele „Recompense de curatare” pentru găsirea și votarea conținutului care este votat pozitiv de către alți utilizatori ulterior.

## Istorie
Pe 4 iulie 2016, Steemit, Inc., o companie fondată de Ned Scott și dezvoltatorul blockchain Daniel Larimer|Dan Larimer, a lansat platforma de social media Steemit ca primă aplicație construită pe Steem blockchain.
Pe 14 iulie 2016, Steemit a anunțat pe site-ul lor că au fost piratați. Atacul, potrivit acestora, a compromis aproximativ 260 de conturi. Se raportează că atacatorii au luat-o în valoare de aproximativ 85.000 de dolari Steem și STEEM.
În martie 2017, Daniel Larimer a renunțat la funcția de director de tehnologie al Steemit și a părăsit compania.
Odată cu scăderea prețului STEEM în timpul prăbușirii criptomonedei din 2018, Steemit s-a confruntat cu dificultăți financiare și a trebuit să concedieze 70% din personalul său.